# Inge I al Norvegiei
Inge Haraldsson (n. 1135, Norvegia – d. 3 februarie 1161, Oslo, Danemarca-Norvegia) a fost regele Norvegiei din 1136 până în 1161. Domnia lui Inge a scăzut la începutul perioadei cunoscute în istoria Norvegiei ca Războiul Civil. El nu a fost singurul conducător al țării, acesta co-guvernânt împreună cu frații săi. El este cunoscut adesea ca Inge Cocoșatul din cauza handicapului său fizic.
Inge a fost singurul fiu legitim al regelui Harald al IV-lea al Norvegiei, conceput cu soția sa Ingiríðr Ragnvaldsdóttir. La acea vreme, nașterea legitimă nu a fost un factor important în determinarea succesiuni la tron. Inge a fost întreținut de Ögmund sau Amund Gyrðarson în estul Norvegiei. Tatăl său a fost ucis în 1136 de către pretendentul la tron, Sigurd Slembe, astfel Inge în vârstă de doar un an a fost numit rege în Borgarting lângă Sarpsborg. Cei doi frați vitregi ai săi, Magnus și Sigurd, au fost numiți co-guvernatori în alte regiuni ale țării.
Împărțirea regatului nu pare să fi fost teritorială, toți frații deținând statul egal în toate părțile țării. În conformitate cu legendele, relațiile dintre frați au fost pașnice cât timp tutorii lor se aflau în viață. Această perioadă a domniei lor a fost o perioadă de independență norvegiană a Arhiepiscopiei din Nidaros (Trondheim), în 1152. Atunci când tutorii lor au murit, relațiile dintre frați au început să se strice, ducând la izbucnirea unui conflict.
În 1155, a avut loc o întâlnire între Sigurd și Inge la Bergen care a dus la o luptă între oamenii regilor, unde Sigurd a fost ucis. Regele Eystein a fost ultimul care a ajuns la întâlnire și doar s-a apropiat de oraș atunci când a aflat că Sigurd a murit. A fost găsită o soluționare între Inge și Eystein iar motivele de luptă din Bergen ar fi fost faptul că Sigurd și Eystein ar fi încercat să-l detroneze pe Inge. Pacea dintre Inge și Eystein nu a ținut mult după evenimentele din 1155. În 1157, ambele părți și-au adunat forțele pentru o confruntare. Forțele lui Inge le deplaseau numeric pe cele ale lui Eystein, iar când aceștia s-au întâlnit pe coasta de vest lângă Moster, forțele lui Eystein au fost distruse. Eystein a reușit să fugă, însă a fost prins și ucis în Bohuslän mai târziu, în același an.
Inge era devenise singurul conducător al țării. Cu toate acestea, susținătorii lui Sigurd și Eystein s-au unit în spatele fiului lui Sigurd, Haakon al II-lea al Norvegiei. Pe 3 februarie 1161, Inge a fost învins și ucis și a fost îngropat în biserica Sf. Hallvard din Oslo.